# 社会主义者、民主人士和绿党党团
社会主义者、民主人士和绿党党团（英語：Socialists, Democrats and Greens Group）是欧洲委员会议会的一个社会民主主义党团。在2017年8月以前，该党团称作社会主义党团。
截至2024年6月，该党团有153名成员。该党团的主席是德国社会民主党党员弗兰克·施瓦贝，第一副主席是瑞典社会民主工人党党员阿扎德·拉吉汗·古斯塔夫森。